# San Juan de la Peña

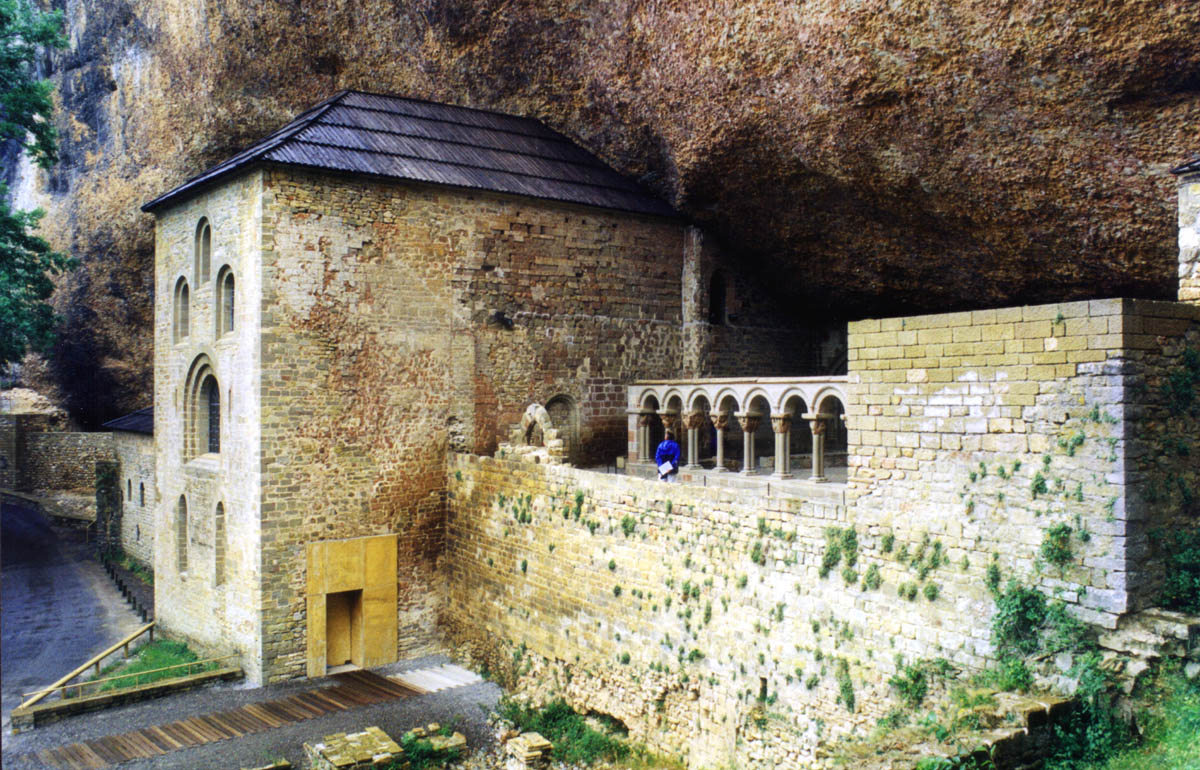
San Juan de la Peña

San Juan de la Peña – klasztor położony na południowy zachód od Jaca, w Huesca w Hiszpanii. Był jednym z najważniejszych klasztorów Aragonii w średniowieczu. Dwukondygnacyjny kościół jest częściowo wyrzeźbiony w skale, która jest też jego fundamentem. San Juan de la Peña oznacza "Św. Jan na skale".
Legenda głosi, że w klasztorze ukryty był przed muzułmańskimi najeźdźcami Święty Graal.

San Juan de la Peña
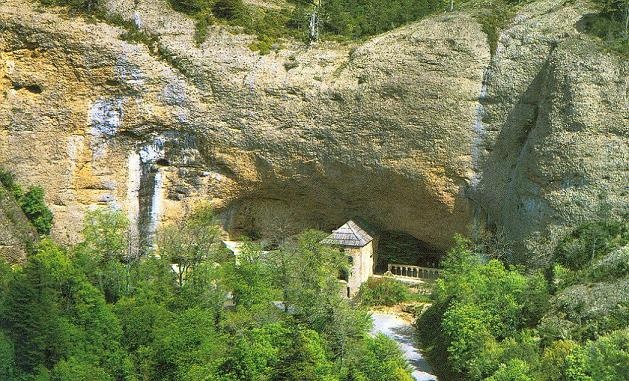
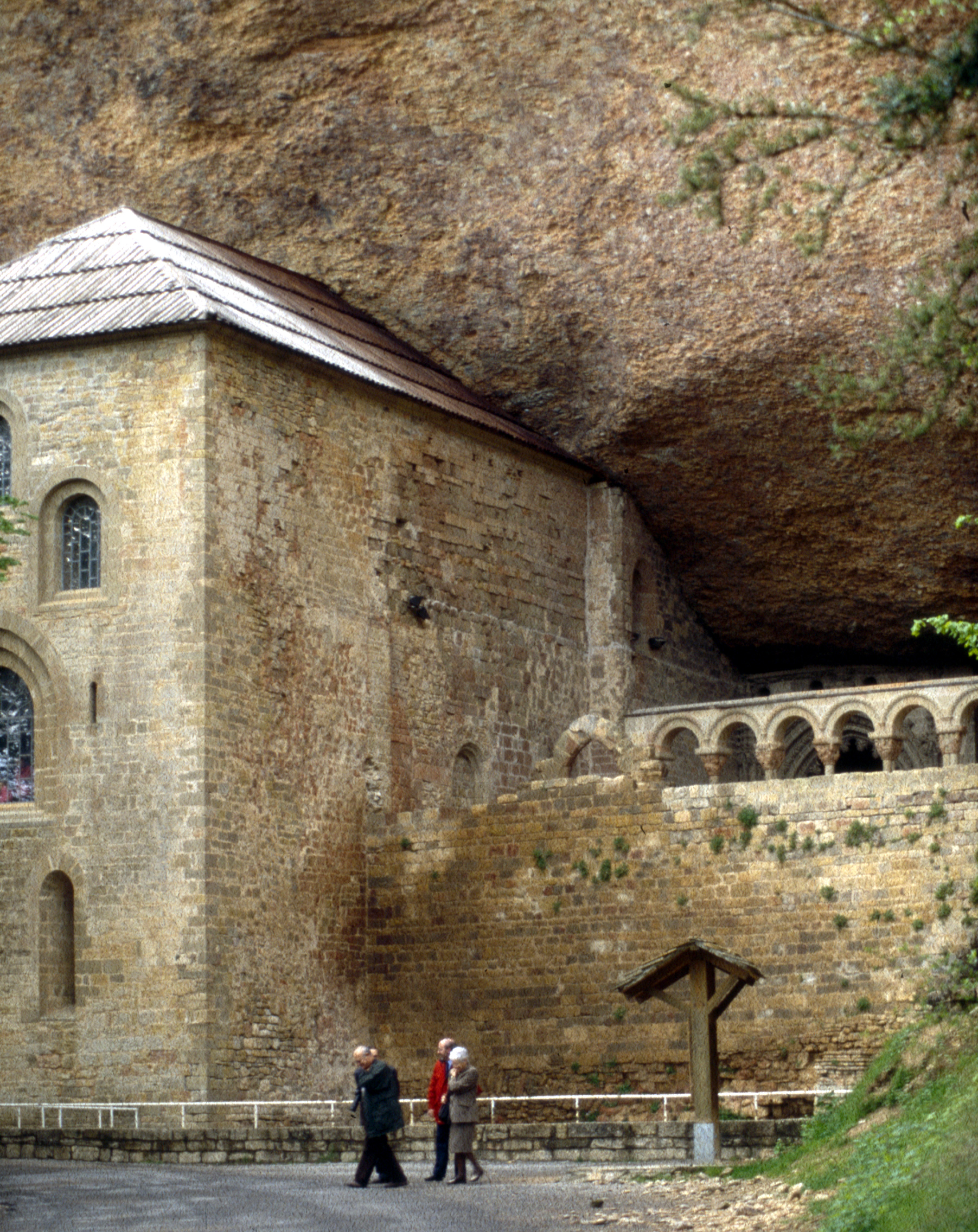
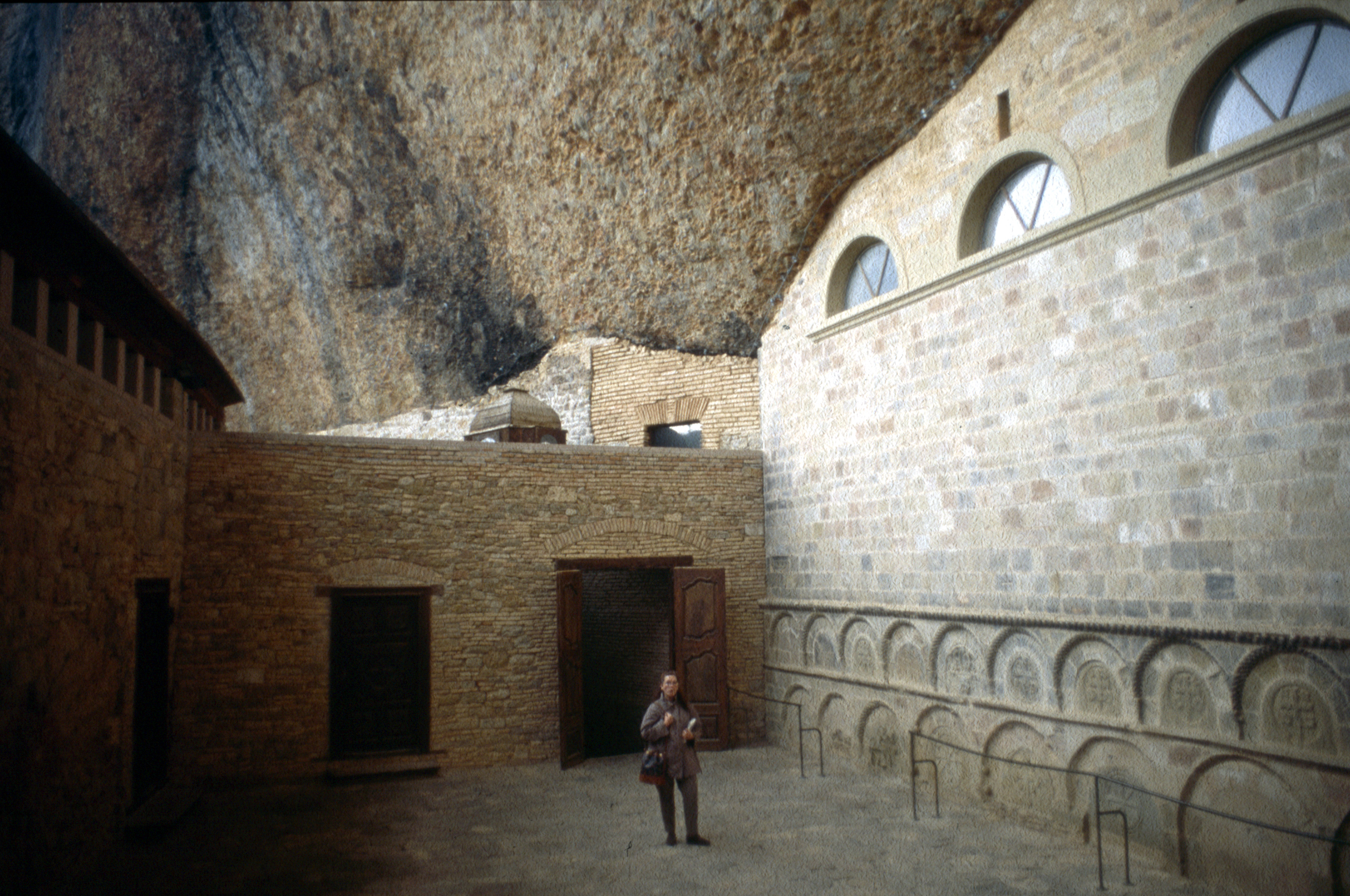
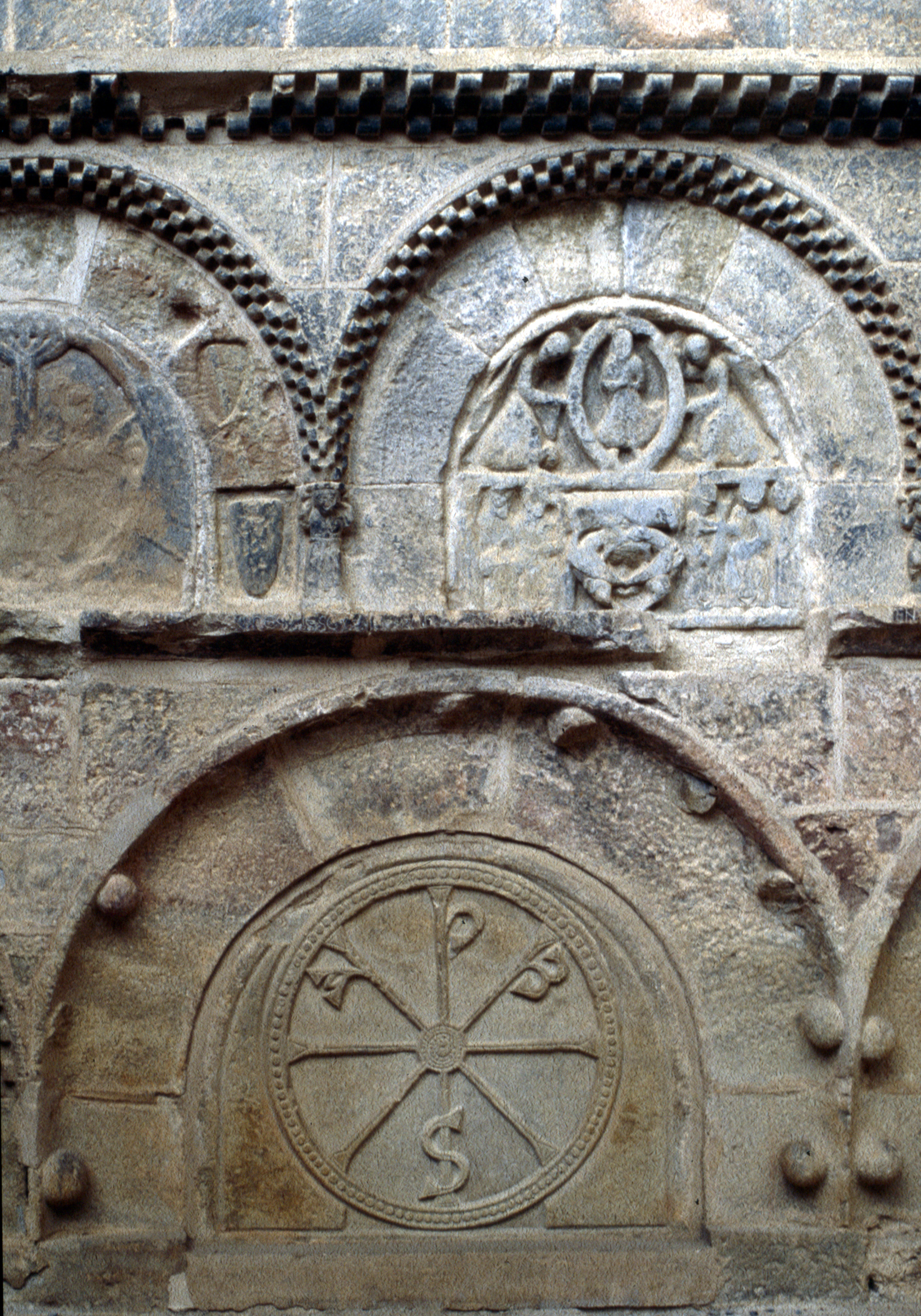
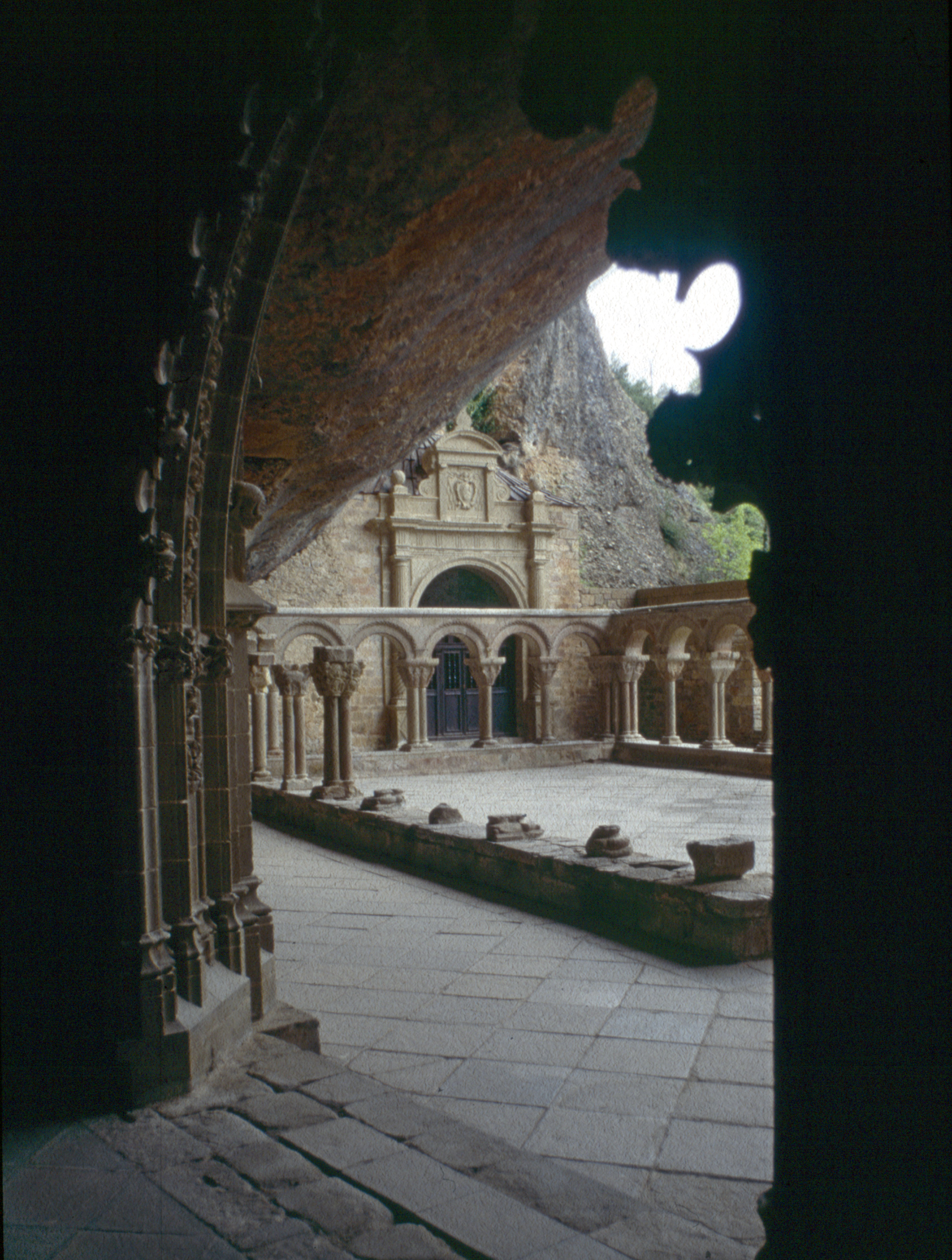
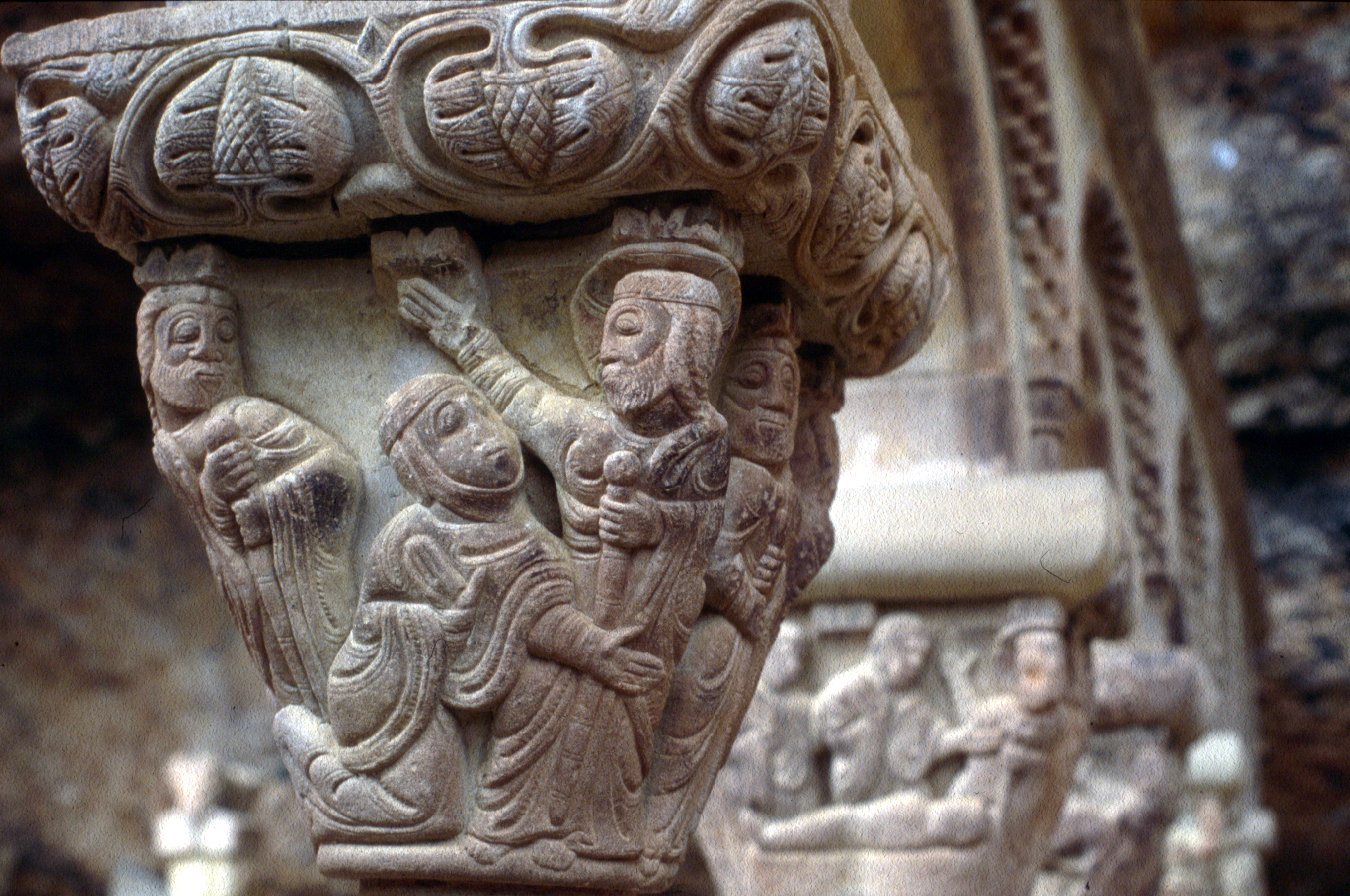
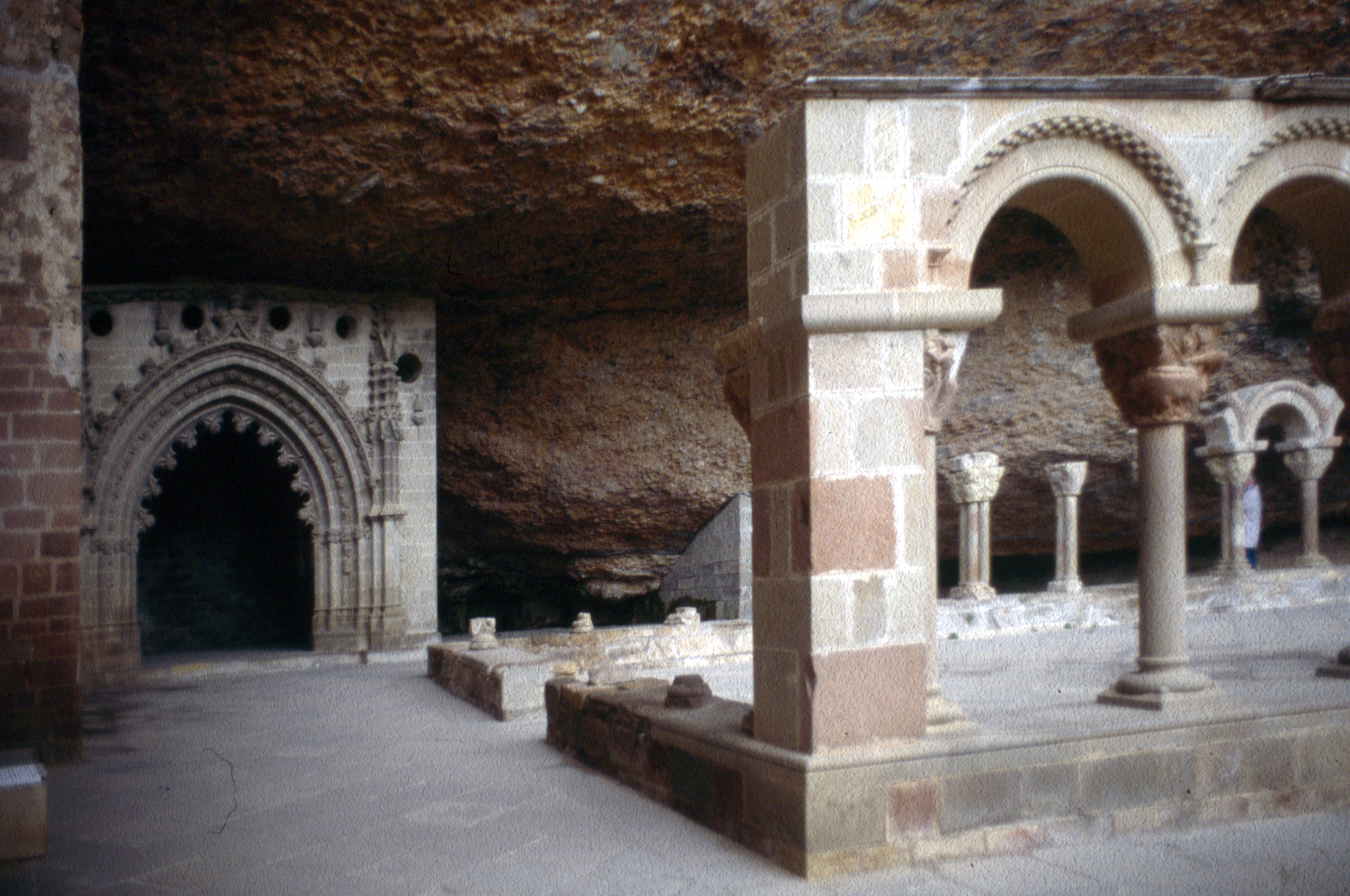